# Desine
Desine (cyr. Десине) – wieś w Serbii, w okręgu braniczewskim, w gminie Veliko Gradište. W 2011 roku liczyła 519 mieszkańców.